# Кобрерос
Кобрерос (ісп. Cobreros) — муніципалітет в Іспанії, у складі автономної спільноти Кастилія-і-Леон, у провінції Самора. Населення — 609 осіб (2010).
Муніципалітет розташований на відстані близько 310 км на північний захід від Мадрида, 100 км на північний захід від Самори.
На території муніципалітету розташовані такі населені пункти: (дані про населення за 2010 рік)
- Аведільйо-де-Санабрія: 20 осіб
- Барріо-де-Ломба: 94 особи
- Кастро-де-Санабрія: 62 особи
- Кобрерос: 76 осіб
- Ліміанос-де-Санабрія: 13 осіб
- Кінтана-де-Санабрія: 64 особи
- Р'єго-де-Ломба: 5 осіб
- Сан-Мартін-дель-Терросо: 63 особи
- Сан-Мігель-де-Ломба: 35 осіб
- Сан-Роман-де-Санабрія: 22 особи
- Санта-Коломба-де-Санабрія: 68 осіб
- Сотільйо-де-Санабрія: 56 осіб
- Терросо: 31 особа

## Демографія
Динаміка населення (INE ):

## Галерея зображень

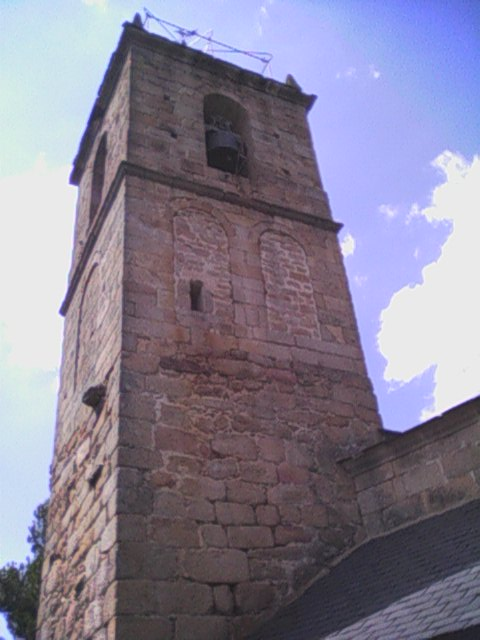
Дзвіниця церкви